# Punxaflors de ventre canyella
El punxaflors de ventre canyella (Diglossa baritula) és una espècie d'ocell de la família dels tràupids (Thraupidae) que habita selva humida, boscos i matolls de Mèxic, Guatemala, El Salvador, Hondures i nord-oest de Nicaragua.